# Sylvain Loosli
Sylvain Loosli est un joueur professionnel de poker français, né le 12 novembre 1986 à Toulon,.

## Biographie
Titulaire d'un bac scientifique, il suit deux années de classes préparatoires scientifiques à Marseille avant de rentrer à l'INT management dans une école de gestion à Paris.
Parallèlement, il fait partie du top français à Age of Empires II: The Conquerors, et joue aussi à Counter-Strike.
Il découvre le poker en 2006 pendant ses études, et profite de son Erasmus à Ljubljana en Slovénie pour monter sa bankroll, surtout en Cash game sous le pseudo de Patrick8313.
En 2010, il termine ses études, et décide de gagner sa vie grâce au poker. Il vit en collocation avec d'autres joueurs à Londres qui partagent leur expérience, progressent ensemble, et voyagent, notamment en Thaïlande et à Bali.
Durant l'été 2013, il atteint la table finale du Main Event des World Series of Poker. Cette table finale doit se jouer en novembre, et entre-temps il accepte l'offre de sponsoring de Winamax, et se prépare avec les joueurs Davidi Kitai, Ludovic Lacay, Nicolas Cardyn et le préparateur mental Pierre Gauthier. Il finira à la 4e place et empochant 2 792 533 $.
En août 2015, il remporte le 50 000 € Super High Roller de l'European Poker Tour Barcelone, empochant 1 224 000 €,,.
En 2017, il remporte 10 300 € Pot Limit Omaha du PokerStars Championship Barcelona, et remporte 236 400 €.
Au total, en 2018, Sylvain Loosli a accumulé plus de 7 070 000 $ de gains en tournois. Cette somme ne prend pas en compte ses gains en Cash game.
En mai 2020, il termine 2e d'un tournoi des SCOOP, sur PokerStars.com, pour 101 923 $ de gains.